# Teresia Pedersen
Teresia Pedersen, född 1979, var ordförande för Ungdomens Nykterhetsförbund mellan 2003 och 2005. Hon efterträdde Morgan Öberg och efterträddes av Robert Damberg. 